# Nora Ricci
Eleonora Ricci, detta Nora (Viareggio, 19 luglio 1924 – Roma, 16 aprile 1976), è stata un'attrice italiana.

## Biografia
Figlia dell'attore Renzo Ricci e dell'attrice Margherita Bagni, fu chiamata Eleonora in onore della divina Eleonora Duse, di cui il nonno materno, l'attore Ermete Zacconi, era amico ed estimatore. Dopo la separazione dei genitori trascorse l'infanzia a Firenze con la nonna paterna, Adolfa Ciapini, ritornando a Viareggio solo d'estate, ospite dei nonni materni. A 17 anni lasciò gli studi e si trasferì a Roma per entrare alla Accademia nazionale d'arte drammatica.
Attrice prevalentemente teatrale, apparve con successo anche in televisione. La sua attività nel cinema fu marginale e saltuaria, limitata ad apparizioni in parti di secondo piano, seppur significative, quali ad esempio quella in Signore & signori (1965) di Pietro Germi. Rilevante fu la collaborazione con Luchino Visconti, iniziata con Bellissima (1951), nel ruolo di una stiratrice, accanto ad Anna Magnani, e proseguita con La caduta degli Dei (1969), Morte a Venezia (1971) e Ludwig (1973). Per la televisione, interpretò il ruolo di Giselda nello sceneggiato televisivo Sorelle Materassi (1972), tratto dall'omonimo romanzo di Aldo Palazzeschi. In precedenza aveva preso parte anche allo sceneggiato La fiera della vanità, che Anton Giulio Majano adattò, nel 1967, dall'omonimo romanzo di William Thackeray.
Morì a Roma il 16 aprile 1976, a 51 anni, dopo una lunga malattia.

### Vita privata
Nel 1941 incontrò all'Accademia un prestante attore, di padre tedesco e madre pisana, Vittorio Gassman. Nel 1943 i due si innamorarono; terminati i corsi, si ritrovarono nella stessa compagnia teatrale, quella di Laura Adani, finendo per sposarsi il 12 aprile 1944. Dall'unione, che terminerà nel 1952, nacque la figlia Paola. Nora Ricci sarà poi legata per dieci anni al regista Francesco Rosi e avrà un'altra figlia, Francesca, nata nel 1954, morta tragicamente nel 1969 in un incidente d'auto, nella vettura condotta dal padre.

## Filmografia

### Cinema
- Bellissima, regia di Luchino Visconti (1951)
- Il medico dei pazzi, regia di Mario Mattoli (1954)
- Motivo in maschera, regia di Stefano Canzio (1955)
- Le diciottenni, regia di Mario Mattoli (1955)
- Vita privata, regia di Louis Malle (1962)
- Il giorno più corto, regia di Sergio Corbucci (1963)
- Signore & signori, regia di Pietro Germi (1966)
- Le streghe, regia di Luchino Visconti (1967)
- Tenderly, regia di Franco Brusati (1968)
- La matriarca, regia di Pasquale Festa Campanile (1968)
- Metti, una sera a cena, regia di Giuseppe Patroni Griffi (1969)
- La caduta degli dei, regia di Luchino Visconti (1969)
- Morte a Venezia, regia di Luchino Visconti (1971)
- Roma bene, regia di Carlo Lizzani (1971)
- Ludwig, regia di Luchino Visconti (1972)
- Il portiere di notte, regia di Liliana Cavani (1974)

### Televisione

#### Prosa televisiva
- Il successo di Alfredo Testoni (1954)
- Vita col padre e con la madre di Crouse&Lindsay (1956)
- Le donne di buon umore di Carlo Goldoni (1961)
- Così è (se vi pare) di Luigi Pirandello (1964)
- Sei personaggi in cerca d'autore di Luigi Pirandello (1965)
- Breve gloria di Mr. Miffin di A. Prior (1967)
- Gallina vecchia di A. Novelli (1968)
- Vita col padre, regia di Sandro Bolchi, trasmessa il 24 agosto 1969.
- La polizia, tratto dalla novella di Sławomir Mrożek, regia di Dante Guardamagna, trasmesso dal Secondo Programma il 14 febbraio 1969.
- L'amica delle mogli di Luigi Pirandello, regia di Giorgio De Lullo, trasmessa il 21 aprile 1970.
- La casa di Bernarda Alba di Federico García Lorca (1971)
- Una donna senza importanza di Oscar Wilde (1972)
- Goldoni e le sue 16 commedie nuove di P. Ferrari (1973)
- Il maggiore Barbara, regia di Maurizio Scaparro (1975)
- Trovarsi di Luigi Pirandello (1975)

#### Sceneggiati
- Giuseppe Verdi, regia di Mario Ferrero – miniserie TV  (1963)
- La fiera della vanità, regia di Anton Giulio Majano – miniserie TV (1967)
- Un pony per Ricky di ??? (1968)
- FBI - Francesco Bertolazzi investigatore, regia di Ugo Tognazzi – miniserie TV (1970)
- Come un uragano di Francis Durbridge, regia di Silverio Blasi – miniserie TV (1971)
- Sorelle Materassi di Aldo Palazzeschi, regia di Mario Ferrero – miniserie TV  (1972)
- Da giovedì a giovedì di A. De Benedetti (1973)
- Sì, vendetta di Franca Valeri, regia di Mario Ferrero – miniserie TV (1974)
- Il commissario De Vincenzi – serie TV, episodio Il mistero delle tre orchidee (1974)
- Nel mondo di Alice, regia di Guido Stagnaro – miniserie TV (1974)
- Anna Karenina di Lev Tolstoj, regia di Sandro Bolchi – miniserie TV (1974)

## Teatro
- La macchina da scrivere di Jean Cocteau, regia di Luchino Visconti, con Ernesto Calindri, Antonio Battistella, Vittorio Gassman, Daniela Palmer, Laura Adani, Nora Ricci. Compagnia Adani-Calindri-Carraro-Gassman, prima al Teatro Eliseo di Roma, 2 ottobre 1945.